# Салют, Маріє!
«Салют, Маріє!» (рос. «Салют, Мария!») — російський радянський двосерійний чорно-білий художній фільм-драма 1970 року режисера Йосипа Хейфиця.

## Сюжет
1919 рік. На просторах колишньої Російської імперії Громадянська війна. В Європі закінчилася Перша світова війна. Країни-переможниці організовують військову інтервенцію в Росію з метою допомогти білому руху в боротьбі з радянською владою.
В один з південних портів прибувають війська Антанти, в тому числі з Іспанії. Підпільниця Марія Ткачова отримує завдання вести агітацію серед іспанських моряків і солдатів...

## У ролях
- Ада Роговцева -  Марія Ткачова
- Анхель Гутьерес -  Пабло Луїс Альварес
- Віталій Соломін -  Сева Чудреєв
- Володимир Татосов -  Ігнасіо Мурьєс
- Валентина Владимирова -  мати Марії
- Олександр Баринов -  Павлик, Пауліто, син Марії і Пабло
- Тетяна Бідова -  Оля / Надія Кошеверова, розвідниця

## Творча група
- Автор сценарію: Григорій Бакланов, Йосип Хейфиц
- Режисер: Йосип Хейфиц
- Оператор: Генрих Маранджян
- Композиторка: Надія Симонян